# Христо Ботев (стадион, Габрово)
Вижте пояснителната страница за други значения на Стадион „Христо Ботев“.
Стадион „Христо Ботев“, Габрово е спортно съоръжение с капацитет 12 000 седящи места. Намира се в южната част на града. В непосредствена близост има футболно игрище с изкуствена настилка, спортно хале, и тенис кортове.
На него играе мачовете си представителният отбор на ФК „Янтра“. През 1990 г. на него се играе финалът за националната купа по футбол, спечелена от ФК „Сливен“ след победа с 2:0 над ПФК ЦСКА (София).